# ESPN FC
ESPN FC (anciennement ESPNsoccernet) est un site Web spécialisé dans le football dépendant du réseau ESPN.
En août 1999, le Walt Disney Internet Group, filiale internet de la Walt Disney Company, achète 60 % de Soccernet à Daily Mail and General Trust.  Le 3 août 2000, WDIG achète les 40 % restants de Soccernet.